# 江西星火有機硅廠
江西星火有機硅廠，全名為藍星化工新材料股份有限公司江西星火有機硅廠（英語：Jiangxi Xinghuo Organic Silicone Plant of Bluestar New Chemical Materials Company Limited），則在1968年，當時化工部設立前身為「化工部星火化工廠」。1996年，中國藍星集團股份有限公司（中國化工集團公司，以及美國黑石集團聯營）安排進行重組企業，並成為全資擁有。
現時在國內經營生產及銷售有机硅单体及中间产品，主要活動場地則在江西省九江市永修县星火工业园区，而廠長為葛友根。

## 連結
- LXXHSI.cn